# Birgitte Reimer
Birgitte Reimer (født 8. februar 1926 i Nykøbing Falster, død 19. april 2021 i Frankrig) var en dansk skuespillerinde.
Reimer blev uddannet på Det Kongelige Teaters elevskole 1945-1947 og fik sin debut samme sted. Under sin uddannelse traf hun kollegaen Preben Neergaard, som hun giftede sig med i 1946. Sammen fik de datteren Merete. De blev skilt, og hun giftede sig med redaktør Ole Bornemann.
I 1964 trak hun sig fra arbejdet som skuespiller og flyttede til Sydfrankrig. Hun drev i en årrække sammen med sin mand restauranten La Brouette ved Saint-Paul de Vence tæt på Nice og stod selv i køkkenet. Parrets søn driver nu restauranten, og Reimer boede ved siden af.

## Udvalgt filmografi
- Soldaten og Jenny (1947)
- I de lyse nætter (1948)
- Det gamle guld (1951)
- Adam og Eva (1953)
- Vi som går køkkenvejen (1953)
- Solstik (1953)
- Vi som går stjernevejen (1956)
- Vi er allesammen tossede (1959)
- Den grønne elevator (1961)
- Oskar (1962)
- Når enden er go' (1964)